# KV7
Das Grabmal KV7 ist die Grabstätte des altägyptischen Königs (Pharaos) Ramses II. (Ramses der Große) der 19. Dynastie. Es liegt zentral im Tal der Könige, gegenüber der Grabanlage seiner Söhne, KV5 und unweit der seines Sohnes und Nachfolgers, Merenptah, KV8.

## Aufbau und Dekoration
Die Grabkammer liegt zentral in der Grabstätte und hat eine gewölbte Decke. Teile der Dekorationen sind durch die ständigen Fluten, die auch in die Grabstätte gelangten, beschädigt oder gar zerstört worden. Erkennbar sind dennoch die Wandmalereien mit der Litanei des Re, des Pfortenbuches, des Totenbuches, des Amduat, des Buches des Kuh und Szenen der Mundöffnungszeremonie.
Die Mumie von Ramses II. wurde in der 22. Dynastie zum Schutz vor Grabräubern in die Cachette von Deir el-Bahari gebracht. Das eigentliche Grab wurde dann wieder in der Dritten Zwischenzeit und in der Römischen Zeit für Bestattungen genutzt.

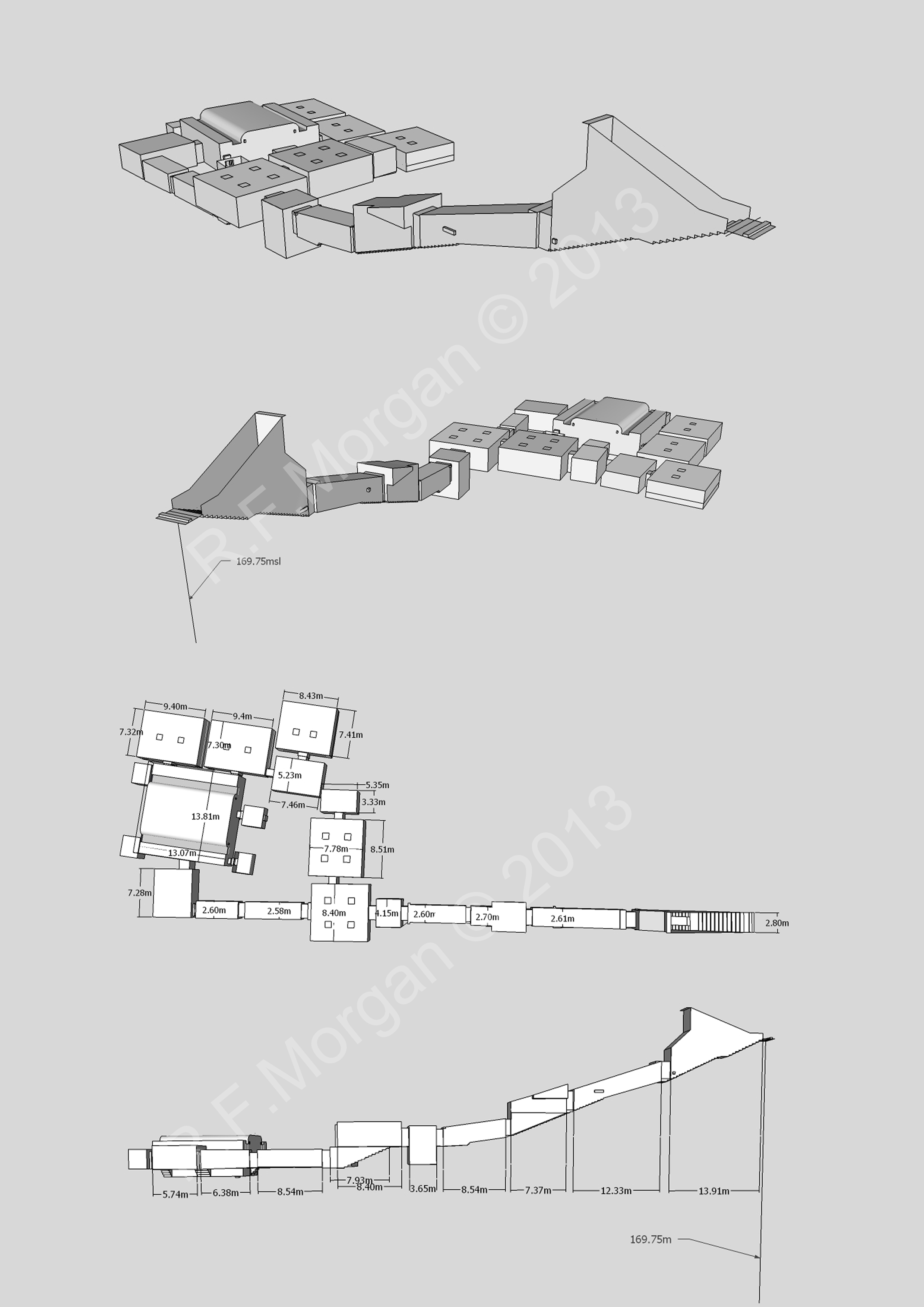
Isometrische Darstellung, Grundriss und Schnittzeichnung des Grabes